# 忠武祠 (古今島)

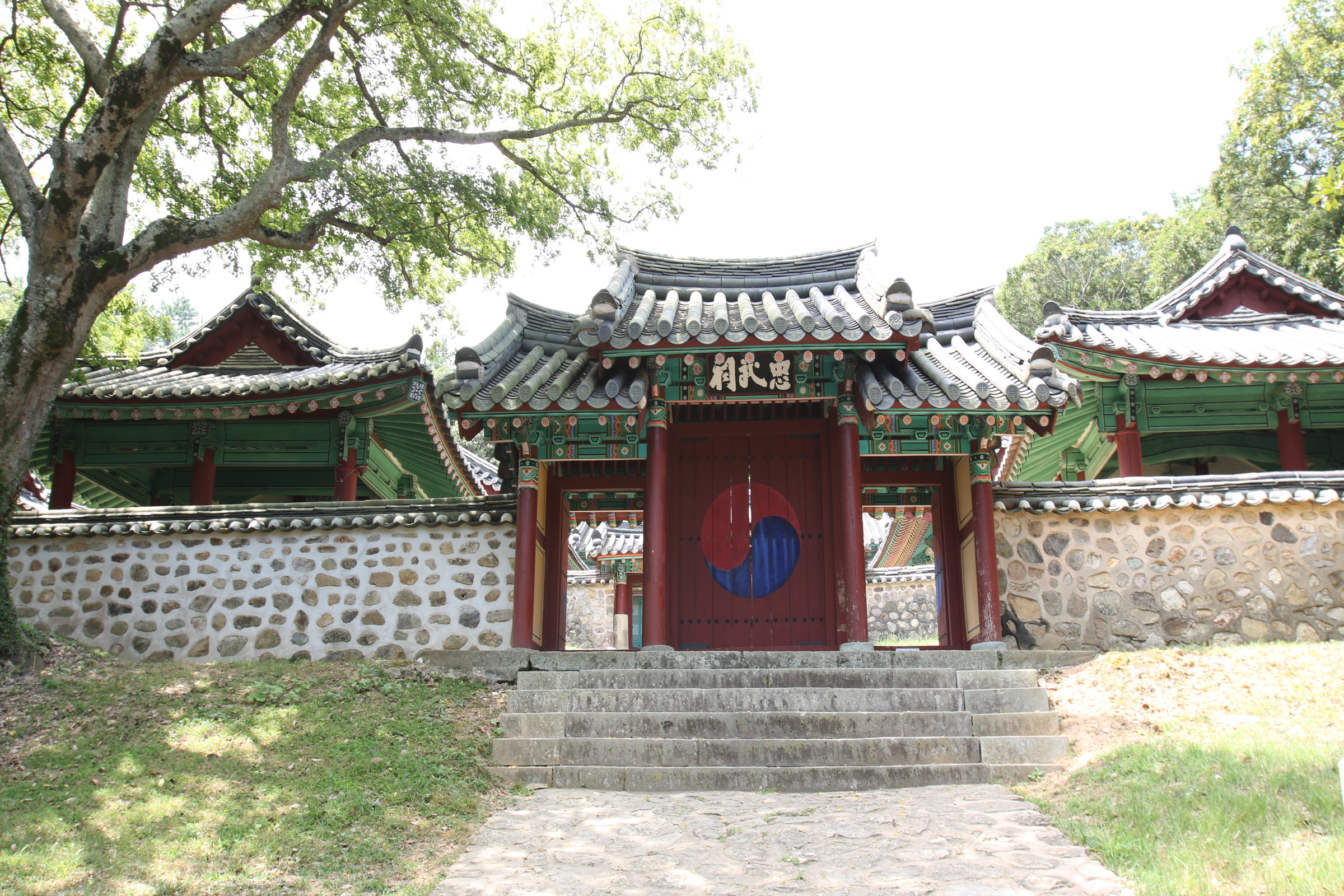
大韓民国全羅南道莞島郡の古今島忠武祠

古今島忠武祠（コグムド・チュンムサ）は大韓民国全羅南道莞島郡古今面に位置する、李舜臣の愛国精神を称えて建設された祠である。古今島忠武祠では毎年李舜臣の誕生日である4月28日に祭祀をして、11月19日に殉国祭が行われている。

## 歴史
忠武祠の本建物は1598年（宣祖31年）、明の水軍都督が勝利を祈願するため、軍神関羽を祀る「関王廟」として初めて建設された。 1666年（顕宗7年）、全羅右水使として赴任してきた柳斐然が改修し、関王廟の横に玉泉寺を建て祠を管理し、祭祀を行うようにした。1683年（粛宗9年）には、関王廟の西側に祠を新しく建て、忠武公李舜臣を祀るようにしながら東廡には関羽と陳璘、西廡には李舜臣の三人の位牌を祀った祠堂がある。
1791年（正祖15年）、正祖から「誕報廟」という御筆懸板の扁額を寄贈され、露梁海戦で戦死した70歳の老将であった明の将軍鄧子龍を祀ることになった。
日本統治時代には民族精神の抹殺政策により関王像と位牌をはじめ、遺物（闘帽、書籍、壁画、看板）が海に捨てられ、玉泉寺の仏像だけが近くの白雲寺に移され、保管された。1945年以降、古今島儒林が中心になって関王廟があった場所に祠堂を再建して看板を忠武祠に変えて李舜臣を正殿に奉るようにした。